# Scouts Club
El Scouts Club fue un equipo de fútbol de Mauricio que alguna vez jugó en la Liga Premier de las islas Mauricio, la liga de fútbol más importante del país.

## Historia
Fue fundado en el año 1953 en la capital Port Louis con el nombre Muslim Scouts Club, el cual cambiaron en 1980 por el actual.
En su existencia lograron ganar dos títulos de la Liga Premier de las islas Mauricio, liga en la que estuvieron toda su historia y también alcanzaron la final de cuatro torneos de copa.
A nivel internacional participaron en 2 torneos continentales, en los cuales nunca superaron la primera ronda y ni siquiera pudieron ganar una serie de eliminación directa.
El club desapareció en 1999 luego de los problemas étnicos y religiosos presentados durante la temporada 1998/99, los que provocaron que la liga fuese reorganizada en regiones.

## Palmarés
- Liga Premier de las islas Mauricio: 2

1976, 1998
- Copa de Mauricio: 0
  - Finalista: 3

1965, 1993, 1998
- Copa de la República de Mauricio: 0
  - Finalista: 1

1996

## Participación en competiciones de la CAF
| Temporada | Torneo                      | Ronda      | Club                | Casa | Visita | Global |
| --------- | --------------------------- | ---------- | ------------------- | ---- | ------ | ------ |
| 1997      | Recopa Africana             | 1          | SS Saint-Louisienne | 2-1  | 1-3    | 3-4    |
| 1999      | Liga de Campeones de la CAF | Preliminar | Telecom Wanderers   | 1-3  | 1-0    | 2-3    |